# Freier Deutscher Gewerkschaftsbund

FDGB

Freier Deutscher Gewerkschaftsbund (FDGB) was de eenheidsvakbond van de voormalige Duitse Democratische Republiek (DDR). De FDGB was aangesloten bij de Wereldvakbondenorganisatie.

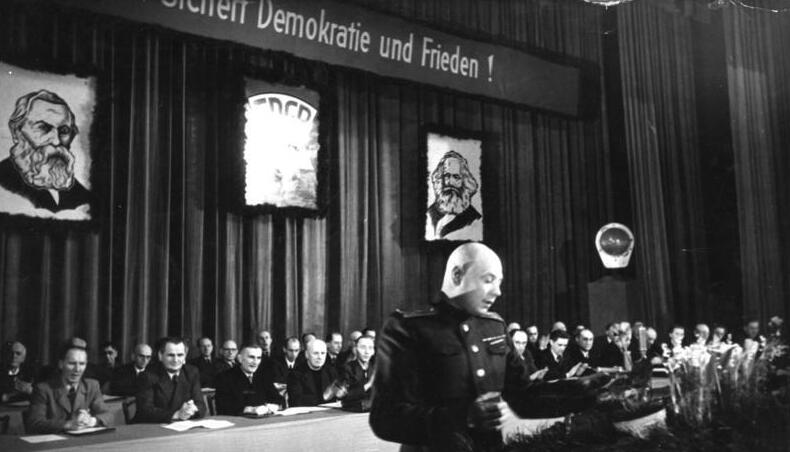
Toespraak van overste Tulpanov, leider van de politieke afdeling van het bestuur van Sovjet-bezettingszone op het eerste congres in 1946

De FDGB werd in de zomer van 1945 opgericht als een verenigde, niet-partijgebonden vakbond. Grondleggers van de vakbond waren vertegenwoordigers van de communistische KPD, de sociaaldemocratische SPD en de christendemocratische CDUD. De vertegenwoordigers van de partijen streefden naar één grote, alles overkoepelende neutrale vakbond, die de vele - veelal naar levensovertuiging of ideologie ingestelde - vakbonden tijdens de Duitse Weimarrepubliek zou gaan vervangen. De communisten en de katholieke vakbondsmannen (onder anderen Jakob Kaiser en Ernst Lemmer) binnen de CDUD streefden naar zo'n eenheidsvakbond. Tot 1949 bleef de vakbond neutraal, maar na de oprichting van de DDR in oktober 1949, waren het vooral de communisten van de SED die de dienst uitmaakten binnen de FDGB.
Harry Tisch, een lid van het Politbureau van de SED, was van 1975 tot 1989 bondsvoorzitter van de FDGB.
De FDGB was lid van het Nationaal Front, waarin alle massaorganisaties en politieke partijen verenigd waren en had 61 afgevaardigden in de Volkskammer (parlement). Omdat de meest FDGB-leden in de Volkskammer tevens lid van de SED waren, was de SED verzekerd van extra steun voor haar beleid in het parlement.
| Jaar | fractieleden | naar partij          |
| ---- | ------------ | -------------------- |
| 1950 | 49           | -                    |
| 1954 | 53           | -                    |
| 1958 | 53           | -                    |
| 1962 | 68           | 62 SED, 6 partijloos |
| 1967 | 68           | 62 SED, 6 partijloos |
| 1971 | 68           | 62 SED, 6 partijloos |
| 1976 | 68           | 62 SED, 6 partijloos |
| 1981 | 68           | 62 SED, 6 partijloos |
| 1986 | 61           | -                    |

Het bestuur van de FDGB bestond uit een Uitvoerende Bondsraad (Bundesvorstand) bestaande uit 200 leden, waaruit een presidium (Präsidium) voortkwam, waarvan één persoon (Harry Tisch) als voorzitter (Bundesvorsitzender) optrad.
In oktober 1989 zette de FDGB-leiding Harry Tisch af en ging zij een onafhankelijke koers varen ten opzichte van de communistische partij (SED). Net voor de Duitse Hereniging, op 30 september 1990 werd de FDGB opgeheven en sloten de bonden van de FDGB zich aan bij de bonden van de Deutsche Gewerkschaftsbund.